# Пауль фон Утманн
Ганс Фрідріх Пауль фон Утманн (нім. Hans Friedrich Paul von Uthmann; 17 квітня 1857, маєток Обермаліау, Німецька імперія — 1 лютого 1918, Камбре, Франція) — німецький воєначальник, генерал-лейтенант Прусської армії.

## Біографія
Представник знатного сілезького роду. Син власника маєтку Обермаліау і лицаря справедливості ордена Святого Йоанна Максиміліана фон Утманна (1822–1885) і його дружини Клари Гедвіг, уродженої фон Кессель унд Цойч (1826–1887).
Утманн закінчив гімназію в Ельсі і згодом відвідував кадетські школи у Вальштатті та Берліні. 15 квітня 1875 року він був призначений фенріхом портупеї запасу в гвардійський гренадерський полк імператора Александра №1 Прусської армії. 11 листопада 1875 року затверджений у званні. В 1876 році був підвищений до другого лейтенанта. З 1879 року служив ад'ютантом 2-го батальйону. З жовтня 1883 по липень 1886 року служив інспектором у військовій школі Анклама. Згодом він став першим лейтенантом і з жовтня 1886 по липень 1889 року проходив навчання у Військовій академії. Одночасно з підвищенням до гауптмана у березні 1891 року його було призначено командиром роти. 17 травня 1902 року, будучи майором, він був призначений командиром фузилерного батальйону. 14 квітня 1907 року підвищений до оберстлейтенанта, того ж року був переведений до полкового штабу. В 1910 році підвищений до оберста, коли він служив у Франкфурті-на-Одері в якості командира Лейб-гренадерського полку «Король Фрідріх Вільгельм III» (1-й Бранденбурзький) № 8. В 1913 році підвищений до генерал-майора. У липні 1913 року його було призначено командиром 49-ї піхотної бригади (1-ї Великогерцогської Гессенської) в Дармштадті.
Після початку Першої світової війни Утманн та його бригада брали участь у битвах при Нефшато та на Марні у складі 25-ї піхотної дивізії. Під час позиційної війни на Соммі 30 липня 1915 року його було звільнено з посади і він передав командування своєму наступнику, оберсту Йоганнесу фон Дасселю. 17 вересня 1915 року призначений командиром 185-ї піхотної бригади. Він продовжив службу із цим великим підрозділом на Західному фронті. В рамках дезінформаційної операції для наступу на Верден бригада захопила великий сектор французьких позицій на північний захід від Тахура в середині лютого 1916 року, захопивши близько 500 полонених.
У червні 1916 року бригада Утманна була розширена до дивізії і позначена як 185-та піхотна дивізія. Його великий підрозділ кілька разів брав участь у битві на Соммі. Потім дивізія брала участь у позиційній війні на річці Ізер і в битві при Аррасі у травні 1917 року. 20 травня 1917 року вироблений в генерал-лейтенанти. Потім були позиційні війни у Фландрії та Артуа, а також битви при Фландрії та Камбре. Під час дислокації на лінії Зігфріда у штабі дивізії неподалік Камбре Утманн переніс інфаркт міокарда і помер 1 лютого 1918 року.

## Сім'я
В 188 році одружився в Берліні з баронесою Брунгільдою Гедвіг Маргаритою фон Мергаймб (1869–1901), дочкою генерал-майор Прусської армії барона Фердинанда фон Мергаймба. В пари народились 3 дітей:
- Бруно (1891–1978) — офіцер і дипломат, генерал-лейтенант вермахту.
- Клара Брунгвільда Гелена (1894) — старша медсестра Німецького Червоного Хреста.
- Ганс Фрідріх Фердинад Віктор (1896–1915) — лейтенант гренадерського полку «Кронпринц» (1-го Східнопрусського) №1.

14 травня 1904 року одружився з Бартою фон Вестернгаген (1863–1931). В пари народився син Карл Удо (1905), офіцер і землевласник.

## Нагороди
- Столітня медаль
- Орден Червоного орла
  - 4-го класу (1899) — за успіхи своєї роти в стрільбі.
  - 2-го класу з дубовим листям і мечами (1916) — за оборонні успіхи у битві на Соммі.
- Хрест «За вислугу років» (Пруссія) (25 років)
- Орден Корони (Пруссія) 2-го класу (1913)